# Gnaphon
Gnaphon is een geslacht van kevers uit de familie van de loopkevers (Carabidae). De wetenschappelijke naam van het geslacht is voor het eerst geldig gepubliceerd in 1920 door Andrewes.

## Soorten
Het geslacht Gnaphon omvat de volgende soorten:
- Gnaphon costatus Andrewes, 1929
- Gnaphon humeralis (Putzeys in Chaudoir, 1879)
- Gnaphon loyolae (Fairmaire, 1883)